# عمرو بن فهم
عمرو بن فهم  المعلومات عنه قليله تقول المصادر انه حكم لفترة قصيرة كثاني ملوك تنوخ بعد أخيه مالك بن فهم، ولكن بعض المصادر لا تذكر حكمه أصلاً بل نتنقل مباشرة إلى ابنه جذيمة الأبرش. توفي عمرو بن فهم سنه خمسين وثلاثمائة قبل الهجرة النبوية.
لم يثبت أن عمرو بن فهم قد حكم العراق كما ذكر في مقدمة في تاريخ الطبري لأنه لم يذهب إلى العراق أساساً.

## النسب
اختلف المؤرخين في نسبه إلى:
- عمرو بن فهم بن تيم الله بن أسد بن وبرة بن تغْلِب بن حُلْوَان بن عمران بن إلحاف بن قُضاعة.[1][2][3][4][5][6][7][8]
- عمرو بن فهم بن دوس الأزدي.[9]
- عمرو بن فهم بن دوس بن عدثان بن عبد الله بن زهران بن كعب بن الحارث بن كعب بن عبد الله بن مالك بن نصر بن الأزد.[10][11]

## نبذة
بعد نزوح أخيه مالك بن فهم بعد حدوث مخاصمة بسبب أذية أبناء عمرو على جار مالك في القصة المشهورة، نزح أبناء عمرو (فهم وعدوان) باتجاه الشمال إلى جنوب الطائف ثم الطائف وبه حصلت قصة عامر بن الظرب العدواني مع قسي عندما زوجه ابنته واسكنه معه في الطائف فلما اختلفت عدوان استغل قسي الفرصة واخرجهم من الطائف فسمي ثقيفاً.
| سبقه مالك بن فهم | 'ملك تنوخ' 231-233 | تبعه جذيمة الأبرش |